# HAPPY BIRTHDAY,JOHN
『HAPPY BIRTHDAY, JOHN』（ハッピー・バースデイ、ジョン）は、ジョン・レノンのトリビュート・アルバム。2005年9月30日に東芝EMIより発売された。
正式なタイトルは『65th Anniversary John Lennon Tribute HAPPY BIRTHDAY, JOHN』（シックスティフィフス・アニヴァーサリー・ジョン・レノン・トリビュート - ）だが、長いのでしばしば略される。

## 概要
通常盤のみの1形態で発売。スリーブケース仕様となっている。アートディレクターは浜田哲朗 (Produce Centre)。ジョン・レノンのベスト・アルバム『決定盤ジョン・レノン 〜ワーキング・クラス・ヒーロー』と同時発売。
日本のアーティストによるジョン・レノンの生誕65周年を記念したトリビュート・アルバム。ソロ曲のほか、ビートルズ時代のポール・マッカートニーとの共作曲もカバーされている。
なお、ジョンの誕生日は10月9日であり、発売の方がわずかに早い。

## 収録曲
1. Oh My Love / 100s (Hyaku-Shiki) [2:55]
  - 作詞・作曲：Yoko Ono and John Lennon / 編曲・プロデュース：100s

ソロアルバム『Imagine』収録曲。
2. Yer Blues / 椎名林檎 [4:15]
  - 作詞・作曲：Lennon/McCartney / 編曲・プロデュース：亀田誠治

ビートルズのアルバム『The Beatles』収録曲。
椎名林檎のアルバム『唄ひ手冥利 〜其ノ壱〜』にも収録されている。
3. Beautiful Boy (Darling Boy) / DREAMS COME TRUE [3:44]
  - 作詞・作曲：John Lennon / 編曲：中村正人 / ボーカルアレンジ：吉田美和 / バッキングボーカルアレンジ：吉田美和・中村正人 / 管編曲：中村正人・GREG ADAMS / プロデュース：DREAMS COME TRUE

ジョン・レノン&オノ・ヨーコのアルバム『Double Fantasy』収録曲。
DREAMS COME TRUEのシングル「あはは」にも収録されている。ただし、今回収録されたのは "2005 ver." として新録したもの。
4. Happy Christmas (War Is Over) / 槇原敬之 [4:33]
  - 作詞・作曲：Yoko Ono and John Lennon / 編曲・プロデュース：槇原敬之 / 弦編曲：門倉聡

ジョン・レノン&オノ・ヨーコのアルバム『Sometime in New York City』収録曲。
5. Hey Bulldog / 奥田民生 [4:47]
  - 作詞・作曲：Lennon/McCartney / 編曲・プロデュース：奥田民生

ビートルズのアルバム『Yellow Submarine』収録曲。
奥田民生のシングル「悩んで学んで」にも収録されている。
6. God / 宮沢和史 [4:27]
  - 作詞・作曲：John Lennon / 編曲・プロデュース：亀田誠治

ソロアルバム『ジョンの魂』収録曲。
7. Lucy In The Sky With Diamonds / PUFFY [3:40]
  - 作詞・作曲：Lennon/McCartney

ビートルズのアルバム『Sgt. Pepper's Lonely Hearts Club Band』収録曲。
8. Tomorrow Never Knows / NAKAKŌ [6:53]
  - 作詞・作曲：Lennon/McCartney

ビートルズのアルバム『Revolver』収録曲。
9. Love / フジファブリック [5:05]
  - 作詞・作曲：John Lennon / 編曲：フジファブリック / サウンドプロデュース：フジファブリック+片寄明人 (from Great 3)

『ジョンの魂』収録曲。
10. Revolution / BONNIE PINK [3:34]
  - 作詞・作曲：Lennon/McCartney / 編曲・プロデュース：HONESTY（會田茂一×高桑圭） / コ・プロデュース：BONNIE PINK

ビートルズのシングル「Hey Jude」収録曲。
11. Woman / SAKURA [4:55]
  - 作詞・作曲：John Lennon / 編曲・サウンドプロデュース：益田トッシュ / 鍵盤編曲：Philip Woo / コーラスアレンジ：SAKURA

ソロシングル表題曲。
SAKURAのカバー・アルバム『room508』にも収録されている。
12. Don't Let Me Down / 忌野清志郎&仲井戸麗市 [4:31]
  - 作詞・作曲：Lennon/McCartney

ビートルズのシングル「Get Back」収録曲。
ビートルズのトリビュート・アルバム『抱きしめたい』にも収録されている。
13. Mother / Acid Test [9:28]
  - 作詞・作曲：John Lennon / 編曲・プロデュース：小林武史 / 弦編曲：小林武史・四家卯大

『ジョンの魂』収録曲。
2001年12月14日から2002年1月31日までダウンロード端末「MUSIC DELI」にて発売されていた楽曲で、今回が初CD化となる。MUSIC DELIでの最終的なダウンロード数は約2万3000ダウンロードを記録した[3]。なお、売上はすべてアフガニスタン難民に寄付されていた[4]。
"Acid Test" は小林武史とMr.Childrenの桜井和寿・田原健一によるユニットで、2001年10月9日にさいたまスーパーアリーナで開催された音楽イベント『Dream Power ジョン・レノン スーパー・ライヴ』のために結成された[4]。
14. In My Life / 高野寛 [2:44]
  - 作詞・作曲：Lennon/McCartney / 編曲・プロデュース：高野寛

ビートルズのアルバム『Rubber Soul』収録曲。
高野寛のベスト・アルバム『EXTRA EDITION』にも収録されている。ただし、今回収録されたのは "2005 ver." として新録したもの。

## 参加ミュージシャン
- 100s (Hyaku-Shiki)
  - 中村一義：Vocal (#1)
  - 池田貴史：Electric Organ (#1), Chorus (#1)
  - 町田昌弘：Electric Guitar (#1), Chorus (#1)
  - 小野眞一：Electric Guitar (#1)
  - 山口寛雄：Electric Bass (#1)
  - 玉田豊夢：Drums (#1)
- 椎名林檎：全お唄 (#2)
- 虐待グリコゲン：演奏 (#2)
  - 亀田誠治：Bass (#6)
  - 皆川真人：Piano (#6), Keyboards (#7)
- 吉田美和：Vocal (#3), Backing Vocal (#3)
- 中村正人：E. Bass (#3), Backing Vocal (#3), Keyboards (#3), Drums (#3), Percussions Programming (#3)
- DAVID T. WALKER：E. Guitar (#3)
- GREG ADAMS：Trumpet (#3)
- CHUCK FINDLEY：Trumpet (#3)
- ERIC MARIENTHAL：Saxophone (#3)
- RALPH MOORE：Saxophone (#3)
- GARY HERBIG：Saxophone (#3)
- MATT FINGERS：Trombone (#3)
- 槇原敬之：Vocal (#4)
- 小倉博和：Guitars (#4), Mandolin (#4)
- 門倉聡：Piano (#4)
- 有賀啓雄：Wood Bass (#4)
- 大石真理恵：Percussions (#4)
- 足立友一：Manipulator (#4)
- 篠崎正嗣ストリングス：Strings (#4)
- 洗足学園コーラス：Chorus (#4)
- MIKAコーラス：Chorus (#4)
- 奥田民生：Vocal (#5), Guitar (#5)
- 古田たかし：Drums (#5, #7)
- 長田進：Guitar (#5)
- 根岸孝旨：Bass (#5)
- 斎藤有太：Keyboards (#5)
- 宮沢和史：Vocal (#6)
- 西川進：Guitar (#6)
- 河村カースケ智康：Drums (#6)
- PUFFY：Vocal (#7)
- 辻剛：Guitars (#7)
- 木下裕晴：Bass (#7)
- NAKAKŌ：Vocal (#8)
- 志村正彦：Vocal (#9), Guitar (#9)
- 金澤ダイスケ：Keyboards (#9)
- 加藤慎一：Bass (#9)
- 山内総一郎：Guitar (#9)
- 足立房文：Drums (#9)
- HONESTY（會田茂一×高桑圭）：All Instrumental (#10)
- BONNIE PINK：Vocals (#10)
- 益田トッシュ：Programming (#11)
- 沖山優司：Bass (#11)
- 古川昌義：Guitar (#11)
- Philip Woo：Piano (#11)
- SAKURA：Vocals (#11), Background Vocals (#11)
- 忌野清志郎：Vocals (#12), Guitars (#12)
- 仲井戸麗市：Vocals (#12), Guitars (#12)
- 桜井和寿：Vocal (#13)
- 田原健一：Guitar (#13)
- 小林武史：Keyboards (#13)
- 四家卯大Strings：Strings (#13)
- 高野寛：Performer (#14)
- 木本靖夫：Manipulator (#14)

## 対訳
- 山本安見 (#1, #3 - #6, #9 - #11, #13)
- 奥田祐士 (#2, #7, #12, #14)
- 内田久美子 (#8)